# ماریا سوزوکی
ماریا سوزوکی (انگلیسی: Mariya Suzuki؛ زادهٔ ۲۹ آوریل ۱۹۹۱) موسیقی‌دان اهل ژاپن است.